# لويس ليكي
لويس سيمور بازيت ليكي (بالإنجليزية: Louis Leakey)‏ (7 أغسطس 1903 – 1 أكتوبر 1972)  عالم مستحاثات بشرية وعالم آثار بريطاني كان عمله مهمًا في إثبات تطور البشر في أفريقيا، خاصة اكتشافاته في أولدوي غورج مع زوجته وزميلته عالمة المستحاثات البشرية ماري ليكي. من خلال إنشائه برنامجًا للاستقصاء في علم المستحاثات البشرية في شرق أفريقيا، شجع الأجيال اللاحقة على مواصلة هذا العمل البحثي. أصبح عدة أفراد من عائلة ليكي علماء بارزين في هذا المجال.
يشمل إرث ليكي أيضًا دوره في تعزيز البحث الميداني حول الرئيسيات في بيئاتها الطبيعية، إذ رأى أنه مفتاح فهم التطور البشري. ركز على ثلاث باحثات، جين غودال وديان فوسي وبيروت غالديكاس، وسمّاهم «التريميتس». واصلت الباحثات عملهن لاحقًا وكانت لهن أعمال مهمة في علم الرئيسيات. شجع ليكي الكثير من المرشحين لنيل الأستاذية ودعمهم، خاصة في جامعة كامبريدج. لعب ليكي دورًا رئيسيًا في إنشاء منظمات للبحوث المستقبلية في أفريقيا وحماية الحياة البرية فيها.

## خلفية
يقول لويس ليكي:
«حين أفكر بالماضي ... بالبج والرُباح اللذين كانا حيوانَيّ الأليفين في طفولتي –وكان عليّ في النهاية أن أُسكنهما في قفصَين كبيرين– أشعر بالحزن. وأشعر بحزن أكبر وغضب شديد حين أفكر في عدد لا يحصى من الحيوانات والطيور البالغة التي تُصطاد وتسجن عمدًا بغرض «سعادة» و«تعليم» كائنات بشرية رعناء».

## سنوات التكوين

### بداية أبحاثه الأثرية وأبحاثه في علم المستحاثات البشرية
في عام 1922، حصل البريطانيون على شرق أفريقيا الألماني في سياق التسوية بعد الحرب العالمية الأولى. اكتشف الألمان في إقليم تنجانيقا موقع تينداغورو الغني بأحفوريات الديناصورات. أخبر سي. دبليو. هوبلي، صديق العائلة، لويس أن المتحف البريطاني للتاريخ الطبيعي سيرسل بعثة للبحث عن المستحاثات بقيادة ويليام إي. كاتلر إلى ذلك الموقع. تقدم لويس للبعثة وعُيّن لتحديد مكان الموقع وتولي الجوانب الإدارية. في عام 1924، انطلقت البعثة إلى أفريقيا. لم يعثر الفريق على هيكل عظمي كامل للديناصورات، واسترجعت كامبريدج لويس في عام 1925.
حوّل لويس تركيزه إلى علم الإنسان، ووجد في ألفريد كورت هادون، رئيس قسم الأنثروبولوجيا في كامبريدج، مرشدًا جديدًا. في عام 1926، تخرج لويس بمرتبة الشرف الأولى، أو مرتبة الشرف العليا، في علم الإنسان وعلم الآثار. استخدم لويس مؤهلاته السابقة في دراسته. فمثلًا، استفاد من لغة الكوكويو لتكون اللغة المعاصرة الثانية التي يجب عليه أن يتقنها، على الرغم من أنه لا يمكن لأحد اختباره في تلك اللغة. قبلت الجامعة شهادة خطية من رئيس كوكويو موقعة ببصمة الإبهام.
منذ عام 1925، حاضر لويس بالموضوعات الأثرية والمستحاثات البشرية الأفريقية وكتب عنها. بعد تخرجه، كان شخصية محترمة لدرجة أن كامبريدج أرسلته إلى شرق أفريقيا لدراسة البشر الأفارقة في فترة ما قبل التاريخ. نقّب عشرات المواقع، وتعهد بأول دراسة منهجية لتلك القطع الأثرية. ما زالت بعض الأسماء التي أطلقها على الثقافات الأثرية مستخدمة حتى اليوم، مثل ثقافة المنتنيان.

## روابط خارجية
- لويس ليكي على موقع الموسوعة البريطانية (الإنجليزية)
- لويس ليكي على موقع الموسوعة البريطانية (الإنجليزية)
- لويس ليكي على موقع مونزينجر (الألمانية)
- لويس ليكي على موقع إن إن دي بي (الإنجليزية)